# Heidi Blickenstaff
Heidi Blickenstaff, född 28 december 1971 i Fresno, Kalifornien, är en amerikansk skådespelare. Hon är bland annat är känd för att ha spelat en av huvudrollerna i filmen Freaky Friday från 2018.